# Адалберт фон Валдек-Пирмонт и Лимпург-Гайлдорф
Адалберт Вилхелм Карл фон Валдек-Пирмонт и Лимпург-Гайлдорф (на немски: Adalbert Wilhelm Karl Graf zu Waldeck und Pyrmont und Limpurg-Gaildorf; * 19 февруари 1833 в дворец Бергхайм в Едертал; † 24 юли 1893 в дворец Бергхайм) от линията Валдек-Бергхайм е граф на Валдек-Пирмонт и Лимпург-Гайлдорф.

## Произход
Той е син на граф Карл Кристиан фон Валдек-Бергхайм (1778 – 1849) и съпругата му графиня Каролина Шилинг фон Канщат (1798 – 1866), дъщеря на Карл Лудвиг Шилинг фон Канщат и София Ернестина фон Гайерн. Внук е на граф Йосиас II фон Валдек-Бергхайм (1733 – 1788) и графиня Кристина Вилхелмина фон Изенбург-Бюдинген-Бюдинген (1756 – 1826). Майка му е направена графиня на 16 април 1819 г. от крал Вилхелм I фон Вюртемберг.
Адалберт умира на 24 юли 1893 в дворец Бергхайм на 60 години.

## Фамилия
Първи брак: на 3 август 1858 г. в дворец Витгенщайн с принцеса Агнес Каролина Тереза фон Зайн-Витгенщайн-Хоенщайн (* 18 април 1834, Реда; † 18 февруари 1886 в дворец Бергхайм), дъщеря на княз Александър фон Зайн-Витгенщайн-Хоенщайн (1801 – 1874) и графиня Амалия Луиза фон Бентхайм-Текленбург-Реда (1802 – 1887). Те имат 7 децата:
- Хелена Агнес Александрина Амалия Каролина (* 12 май 1859; † 22 юни 1929), омъжена I. на 28 септември 1878 г. в Бергхайм, Валдек за граф Карел фон Бентинк (1853 – 1934), II. на 30 април 1886 г. за граф Алфред фон Кайзерлингк (1857 – 1929)
- Карл (* 14 декември 1860; † 22 октомври 1861)
- Адалберт Александер Волрад Мориц Франц Лудвиг (* 6 януари 1863; † 23 февруари 1934)
- Херман Франц Карл Лудвиг (* 16 май 1864; † 26 септември 1938), женен на 11 август 1891 г. в Касел за графиня Клара фон Йекел-Валдек (1871 – 1965)
- Александер Албрехт Лудвиг Франц Кристиан (* 15 октомври 1867; † 18 юни 1932), женен I. на 23 ноември 1906 г. в Лондон за Алвина Луиза Дрансфелд фон Гелен (1876 – 1938), II. на 24 февруари 1921 г. в Шарлотенбург за Аена Клеменс (1888 – 1975)
- Фридрих Карл Луитполд (* 19 юни 1870; † 16 август 1941), женен на 19 май 1919 г. в Щетин за Гертруда Коблин (1884 – 1963)
- Георг Вилхелм Хайнрих Карл (* 8 юни 1876; † 8 юни 1966), женен I. на 8 март 1921 г. в Шарлотенбург за Алвина Луиза Дрансфелд фон Гелен (1876 – 1938), II. на 24 юли 1939 г. във Франкфурт на Майн за Катарина Байч (* 1903)

Втори брак: на 18 октомври 1887 г. във Франкфурт на Майн с Ида Шарлота Елизабет Франциска Александрина (* 25 февруари 1837, Ласфе; † 7 май 1922, Ласфе), по-малка сестра на първата му съпруга. Те нямат деца.